# Marmerspin
De marmerspin (Araneus marmoreus) is een spinnensoort uit de familie van de wielwebspinnen (Araneidae). De wetenschappelijke naam van de soort werd in 1758 gepubliceerd door Carl Alexander Clerck.
Het vrouwtje wordt zo'n 14 mm lang; het mannetje is iets kleiner, ongeveer 9 mm. Er zijn twee vormen beschreven. De eerste heeft een oranje achterlijf met zwarte of bruine gemarmerde tekeningen. De vorm pyramidatus is veel bleker, soms zelfs wit, met een donkere vlek die naar achteren spits toeloopt. Ze komen beide voor in een groot deel van het Holarctisch gebied, alleen worden ze zelden samen aangetroffen.
Ze komen voor in heide en open plekken in bossen.

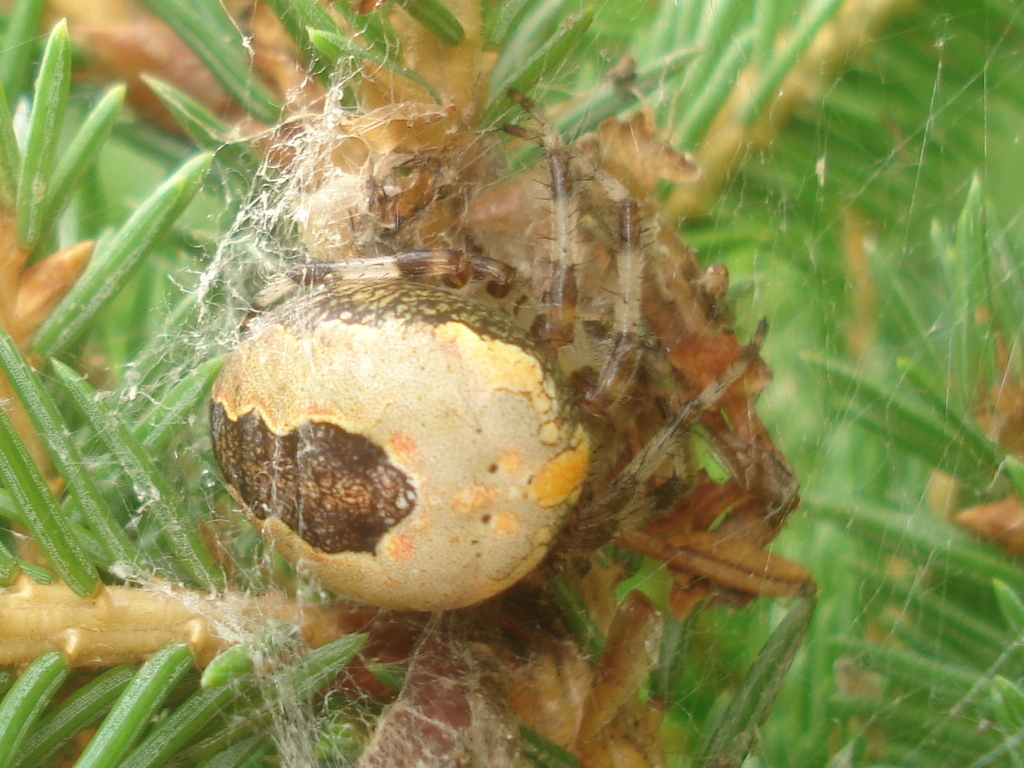
De vorm pyramidatus